# Eyalet di Dulkadir
L'eyalet di Dulkadir (in turco: Zulkadriye Eyalet) o Eyalet di Marash (in turco: Maraş Eyaleti) fu un eyalet dell'Impero ottomano, nell'area della Mesopotamia.

## Storia
I Dulqadiridi furono gli ultimi emirati anatolici a passare sotto il governo diretto degli ottomani, rimanendo indipendenti sino al 1521 e venendo definitivamente incorporati nell'impero nel 1530.

## Geografia antropica

### Suddivisioni amministrative
L'Eyalet di Dulkadir era composto da quattro sanjak tra il 1700 ed il 1740:
1. sanjak di Marash (Paşa Sancağı , Kahramanmaraş)
2. sanjak di Malatya (Malatya)
3. sanjak di Aintab (Ayıntab Sansağı, Gaziantep)
4. sanjak di Kars-i Maraş (Kadirli)

### 1831[3]
- Sanjak di Maraş (Paşa Sancağı)
- Sanjak di Malatya
- Sanjak di Samsat
- Sanjak di Gerger